# Leasingthorne
Leasingthorne är en by i kommunen Durham i grevskapet Durham i England. Byn är belägen 5 km från Bishop Auckland. Orten har 41 invånare (2001).